# Rhaptonema glabrifolium
Rhaptonema glabrifolium är en tvåhjärtbladig växtart som beskrevs av Friedrich Ludwig Diels. Rhaptonema glabrifolium ingår i släktet Rhaptonema och familjen Menispermaceae. Inga underarter finns listade i Catalogue of Life.